# Kammerforst (Thuringe)
Pour les articles homonymes, voir Kammerforst.
Kammerforst est une commune allemande de l'arrondissement d'Unstrut-Hainich, Land de Thuringe.

## Géographie
Kammerforst se situe dans le parc national de Hainich.
| Nazza | Oppershausen Vogtei |            |
| Mihla | Kammerforst         |            |
|       | Mülverstedt         | Flarchheim |

## Histoire
Kammerforst est mentionné pour la première fois en 860 sous le nom de Cemeforste comme propriété de l'abbaye de Fulda
À environ deux kilomètres au sud-est de la commune, dans le bois de Gotternsches Holz, se trouvent les ruines d'un château-refuge, Hüneburg.

## Personnalités liées à la commune
- Rudolf von Bünau (1762–1841), général du royaume de Wurtemberg
- Adolf Rettelbusch (1858-1934), peintre